# Тим Кейхил
Тимъти Филига „Тим“ Кейхил (на английски: Timothy Filiga "Tim" Cahill, роден на 6 декември 1979 в Сидни, Австралия) е бивш австралийски футболист.

## Биография
Тим е роден в Сидни, Австралия. Майка му е от о-в Самоа, а баща му е англичанин от ирландски произход. Насърчаван е да играе футбол като малък. Тим има и брат – Крис Кейхил, който също е футболист и се състезава в австралийския St. George Saints. По-малкият брат Кейхил е капитан на националния отбор на Самоа.

## Кариера

### Милуол
През професионалната си кариера Тим Кейхил е играл само за Милуол преди да се присъедини към Евертън през 2004 г. За отбора от югоизточен Лондон австралиецът записва 249 мача и 56 гола с екипа на синьо-белите лъвове.

### Евертън
Преди началото на сезон 2004-2005 във Висшата Лига мениджърът на Евертън Дейвид Мойс го купува от Милуол за 1,5 милиона паунда. В първия си сезон с екипа на „Карамелите“ Тим Кейхил става водещ реализатор на клуба с 11 отбелязани гола, а феновете го избират за играч на сезона. През октомври 2006 г. Кейхил е сред 50-те номинирани за наградата „Футболист на годината“. Сред поредица от контузии през сезон 2006-2007 той завършва кампанията едва с 18 мача и 5 гола. През юни 2007 Тим подписва нов 5-годишен договор до 2012 г. Той се завръща в игра на 25 октомври 2007 г. в мача срещу гръцкия Лариса в турнира за Купата на УЕФА и реализира само след 14 минути игра с глава след плонж и така осигурява победата с 3:1.
Австралиецът записва своето участие номер 100 за Евертън при победата с 1:0 над Съндърланд. През декември 2008 Кейхил играе на върха на атаката за клубния си тим поради липсата и на четиримата нападатели, и вкарва 2 гола в 3 мача. Така той носи победите срещу ФК Мидълзбро и Манчестър Сити.